# Pont de Fenil
Pour les articles homonymes, voir Fenil.
Le pont de Fenil est un pont routier situé dans le canton de Vaud en Suisse. Il constitue le seul franchissement routier sur la partie de la Veveyse comprise entre Châtel-Saint-Denis et Vevey. Il permet de relier les Monts-de-Corsiers au nord de la Veveyse et Saint-Légier au sud.

## Localisation
Le pont de Fenil est situé  au nord-est de Vevey sur le cours de la Veveyse, limite communale de Saint-Légier-La Chiésaz et Corsier-sur-Vevey. Décentré par rapport aux localités, il relie directement la zone industrielle de Saint-Légier et celle de Fenil au Monts-de-Corsier, là où est localisé l'important complexe de laboratoire de l'entreprise pharmaceutique Serono. 

## Histoire
En août 1899, les autorités de la Riviéra lémanique et celles de Châtel-Saint-Denis discutent un projet de liaison ferroviaire entre Palézieux et Châtel-Saint-Denis, avec un raccordement sur le tracé Vevey-Chamby. En novembre 1901, la municipalité de Saint-Légier-la-Chiésaz met à l'enquête l'établissement de la ligne Saint-Légier gare au pont sur le Veveyse, au Fenil. Les travaux débutent en septembre 1902. La construction en maçonnerie est attribuée à l'entreprise Vago & Champion, tandis que le constructeur Conrad Zschokke réalise la partie métallique, de loin la plus importante. La direction des travaux est assurée par les ingénieurs Adrien Palaz et Victor Ryncki. L'inauguration de la ligne Vevey-Châtel-Saint-Denis a lieu le 4 mars 1904.

## Caractéristiques
La structure métallique (avec un arc central de 84 m d'ouverture et deux travées de rive de 57 m chacune) permet la traversée du ravin de la Veveyse. 602 tonnes de fer ont été employées à cet ouvrage. Initialement, le pont est conçu pour un trafic mixte, chemin de fer et véhicules. Mais la ligne de chemin de fer est déficitaire et le trafic ferroviaire est suspendu en 1969. Le pont, racheté en 1974 par les communes de Corsier et Saint-Légier, n'est dès lors plus utilisé que par le trafic routier.

### Sources
- Pont de Fenil, sur le site de la commune de Corsier-sur-Vevey
- Pont de Fenil (VD), sur le site de géoinformation de la Confédération suisse